# Batalla de Novi
La batalla de Novi se desarrolló el 15 de agosto de 1799 durante las guerras revolucionarias francesas, cerca de Novi Ligure, Italia. Los austríacos y rusos, bajo el comando del mariscal Aleksandr Suvórov vencieron a los franceses encabezados por el general Barthélemy Catherine Joubert.
En 1799, las fuerzas de la Segunda Coalición habían vencido a las tropas francesas en Italia, abandonadas en la región por el Directorio, ya que Napoleón Bonaparte estaba en su campaña en Egipto. Tras la derrota en la batalla de Cassano, también en 1799, las tropas francesas e italianas se retiraron a la República Ligur para una resistencia final en la meseta ubicada inmediatamente al sur del pueblo de Novi, unas cuantas millas al sureste de Marengo. 
El 15 de agosto, el ejército austro ruso, encabezado por Suvórov, atacó las posiciones francesas. Si bien al principio de la batalla Joubert murió, al ser disparado en una línea de acción a manera de escaramuza, los franceses resistieron el ataque austríaco y lograron contratacar. La batalla se caracteriza por varios ataques hechos por la coalición y repelidos por las tropas francesas hasta llegada la tarde de ese día, cuando un último enfrentamiento ordenado por Suvórov ocasionó que los franceses se retiraran del campo de batalla en desorden, para huir a través de las montañas hacia la costa de Ligur.
- Datos: Q1194172
- Multimedia: Battle of Novi / Q1194172